# Paraleptomys
Paraleptomys és un gènere de rosegadors de la subfamília dels murins, que viuen a Nova Guinea i estan format per només dues espècies.

## Distribució i hàbitat
Són originaris de Nova Guinea, on el seu hàbitat són els boscos de muntanya en elevacions entre 1.800 i 2.700 msnm.

## Descripció
Aquests rosegadors arriben a una longitud conjunta del cap i del cos d'entre 12 i 14 centímetres, amb una cua que mesura de 13 a 15 centímetres i un pes que oscil·la entre 34 i 58 grams. El seu pelatge és de color gris marró a la part superior i gris clar o blanc al ventre.

## Taxonomia
Forma part de la Divisió Hydromys de la tribu dels hidrominis. S'han descrit només dues espècies:
- Paraleptomys rufilatus, que viu al nord de Nova Guinea.
- Paraleptomys wilhelmina, que viu al massís central de Nova Guinea.

## Estat de conservació
La UICN ha catalogat P. rufilatus com a espècie en perill, mentre que, per manca de dades, ha catalogat P. wilhelmina com dades insuficients.